# Bart Voskamp
Bertus "Bart" Voskamp (6 de junho de 1968) é um ex-ciclista holandês de ciclismo de estrada, profissional de 1993 a 2005. Competiu em cinco edições do Tour de France.
No Tour de France 1997, na nona etapa, Voskamp cruzou a linha de chegada em primeiro lugar, pouco antes de Jens Heppner. No entanto, ambos os ciclistas foram desclassificados por tocar um ao outro durante o sprint, então a vitória foi para o ex-terceiro colocado, Mario Traversoni.

## Tour de France
- 1995 – 113º
- 1996 – 99º
- 1997 – 98º
- 1998 – retirou-se
- 2000 – 115º